# 古沢嘉通
古沢 嘉通（ふるさわ よしみち、1958年 - ）は、日本のSF・ミステリ翻訳家。日本推理作家協会会員。

## 略歴
北海道小樽市生まれ、神戸市育ち、大阪府在住。大阪外国語大学デンマーク語科卒業。高校時代からSFファン活動を行う。大学ではSF研究会を創設。
メーカー勤務のち、1989年から専業翻訳家に。マイクル・コナリー作品の翻訳をほとんど担当している。その他にマイクル・P・キュービー＝マクダウエル、クリストファー・プリースト、ケン・リュウの作品を多数翻訳。
1998年、イアン・マクドナルド『火星夜想曲』（早川書房）で、第8回BABEL国際翻訳大賞新人賞を受賞。2002年、SFファンジン大賞において『REVIEW IKA』がベスト・ファンジン賞、「特集キース・ロバーツ」(『REVIEW IKA』1号掲載)が翻訳・紹介部門を受賞。2004年、テッド・チャン「地獄とは神の不在なり」で第35回星雲賞海外短篇部門を受賞。2014年、ケン・リュウ「紙の動物園」で第45回星雲賞海外短編部門を受賞。2016年、ケン・リュウ「良い狩りを」で第47回星雲賞で海外短編部門を受賞。2017年、ケン・リュウ「シミュラクラ」で第48回星雲賞海外短編部門受賞。

## 翻訳
- 『ハスターの後継者』（M・Z・ブラッドリー、東京創元社、創元推理文庫） 1987.9
- 『地球から来た傭兵たち2 トラン攻防戦』（J.パーネル&R・グリーン、東京創元社、創元推理文庫） 1988.11
- 『ゴースト・トレイン』（スティーヴン・ローズ、東京創元社、創元ノヴェルズ） 1989.9
- 『バットマンの冒険1』（M・H・グリーンバーグ編、佐脇洋平共訳、社会思想社、現代教養文庫） 1989.11
- 『バットマンの冒険2』（M・H・グリーンバーグ編、佐脇洋平共訳、社会思想社、現代教養文庫） 1990.1
- 『スペクター』（スティーヴン・ローズ、東京創元社、創元ノヴェルズ） 1990.3
- 『地球から来た傭兵たち3 勝利の嵐』上・下（ジェリー・パーネル&ローランド・グリーン、東京創元社、創元推理文庫） 1990.9
- 『踊る女』（ジョン・ソール、扶桑社、扶桑社ミステリー） 1991.1
- 『呼ぶ声』（ジョン・ソール、扶桑社、扶桑社ミステリー） 1991.10
- 『リムランナーズ』（C・J・チェリイ、早川書房、ハヤカワ文庫SF） 1993.6
- 『アリアドニの遁走曲』（コニー・ウィリス,シンシア・フェリス、早川書房、ハヤカワ文庫SF） 1993.10
- 『天の筏』（スティーヴン・バクスター、早川書房、ハヤカワ文庫SF） 1993.12
- 『黎明の王 白昼の女王』（イアン・マクドナルド、早川書房、ハヤカワ文庫FT） 1995.2
- 『夢の終わりに…』（ジェフ・ライマン、早川書房、夢の文学館） 1995.8
- 『火星夜想曲』（イアン・マクドナルド、早川書房、ハヤカワ文庫SF） 1997.8
- 『疾風魔法大戦』（トム・ホルト、早川書房、ハヤカワ文庫FT） 1998.8
- 『スネーク・アイズ』（デイヴィッド・ジェイコブズ、扶桑社、扶桑社ミステリー） 1999.1
- 『転落の道標』（ケント・ハリントン、扶桑社、扶桑社ミステリー） 2001.2
- 『戦う男:ベッカム』（ファーガス・ケリー、東本貢司監修、扶桑社） 2002.10
- 『プランク・ゼロ』（スティーヴン・バクスター、共訳、早川書房、ハヤカワ文庫SF） 2002.12
- 『地球に落ちてきた男』（ウォルター・テヴィス、扶桑社） 2003.11、のち二見書房から再刊
- 『ベスト・アメリカン・ミステリジュークボックス・キング』（マイクル・コナリー,オットー・ペンズラー編、共訳、早川書房、ハヤカワ・ミステリ） 2005.4
- 『トラブル・イズ・マイ・ビジネス』（レイモンド・チャンドラー、田口俊樹他共訳、早川書房、ハヤカワ・ミステリ文庫） 2007.12
- 『エア』（ジェフ・ライマン、三角和代共訳、早川書房） 2008.5
- 『ここがウィネトカなら、きみはジュディ：時間SF傑作選：SFマガジン創刊50周年記念アンソロジー』（大森望編、共訳、早川書房、ハヤカワ文庫SF） 2010.9
- 『スティーヴ・フィーヴァー：ポストヒューマンSF傑作選：SFマガジン創刊50周年記念アンソロジー』（山岸真編、共訳、早川書房、ハヤカワ文庫SF） 2010.11
- 『THE FUTURE IS JAPANESE』（伊藤計劃,円城塔,小川一水他著、共訳、早川書房、ハヤカワSFシリーズJコレクション） 2012.7
- 『18の罪 現代ミステリ傑作選』（ローレンス・ブロックほか著、エド・ゴーマン,マーティン・H・グリーンバーグ編、田口俊樹,加賀山卓朗ほか共訳、ヴィレッジブックス） 2012.11
- 『黒き計画、白き騎士 時間結社〈カンパニー〉極秘記録』（ケイジ・ベイカー、中村仁美共訳、早川書房、ハヤカワ文庫SF） 2012.12
- 『スタートボタンを押してください ゲームSF傑作選』（D・H・ウィルソン&J・J・アダムズ編、中原尚哉共訳、創元SF文庫） 2018.3
- 『バベル オックスフォード翻訳家革命秘史 上下』（R・F・クァン、東京創元社、海外文学セレクション) 2025.2
- 『レッドリバー・セブン：ワン・ミッション』 (A・J・ライアン、ハヤカワ文庫SF) 2025.2

### マイクル・P・キュービー＝マクダウエル
- 『アースライズ』上・下（マイクル・P・キュービー＝マクダウエル、東京創元社、創元推理文庫） 1991.8
- 『エニグマ』上・下（マイクル・P・キュービー=マクダウエル、東京創元社、創元SF文庫） 1993.8
- 『トライアッド』上・下（マイクル・P・キュービー=マクダウエル、東京創元社、創元SF文庫） 1993.12

### グレッグ・ルッカ
- 『守護者』（グレッグ・ルッカ、講談社、講談社文庫） 1999.3
- 『奪回者』（グレッグ・ルッカ、講談社、講談社文庫） 2000.11
- 『暗殺者』（グレッグ・ルッカ、講談社、講談社文庫） 2002.2
- 『耽溺者』（グレッグ・ルッカ、講談社、講談社文庫） 2005.2

### クリストファー・プリースト
- 『魔法』（クリストファー・プリースト、早川書房、夢の文学館） 1995.12、のちハヤカワ文庫FT
- 『奇術師』（クリストファー・プリースト、早川書房、ハヤカワ文庫FT） 2004.4
- 『双生児』（クリストファー・プリースト、早川書房） 2007.4
- 『限りなき夏』（クリストファー・プリースト編訳、国書刊行会、未来の文学） 2008.5
- 『夢幻諸島から』（クリストファー・プリースト、早川書房、新☆ハヤカワ・SF・シリーズ） 2013.8
- 『隣接界』（クリストファー・プリースト、早川書房、新☆ハヤカワ・SF・シリーズ） 2017.10

### ケン・リュウ
- 『紙の動物園』（ケン・リュウ編訳、新☆ハヤカワ・SF・シリーズ） 2015.5、のち『紙の動物園』『もののあはれ』としてハヤカワ文庫
- 『蒲公英(ダンデライオン)王朝記 巻ノ1』（ケン・リュウ、早川書房、新☆ハヤカワ・SF・シリーズ) 2016
- 『蒲公英王朝記　巻ノ二　囚われの王狼』（ケン・リュウ、早川書房、新☆ハヤカワ・SF・シリーズ) 2016
- 『母の記憶に』（ケン・リュウ、編訳、幹遙子,市田泉共訳、新☆ハヤカワ・SF・シリーズ） 2017.4
- 『折りたたみ北京 現代中国SFアンソロジー』（ケン・リュウ編、中原尚哉,大谷真弓,鳴庭真人共訳、新☆ハヤカワ・SF・シリーズ） 2018.2
- 『生まれ変わり』（ケン・リュウ、新☆ハヤカワ・SF・シリーズ） 2019.2

### マイクル・コナリー
- 『ナイトホークス』上・下（ マイクル・コナリー、扶桑社、扶桑社ミステリー） 1992.10
- 『ブラック・アイス』（マイクル・コナリー、扶桑社、扶桑社ミステリー） 1994.5
- 『ブラック・ハート』上・下（マイクル・コナリー、扶桑社、扶桑社ミステリー） 1995.9
- 『ラスト・コヨーテ』上・下（マイクル・コナリー、扶桑社、扶桑社ミステリー） 1996.6
- 『ザ・ポエット』上・下（マイクル・コナリー、扶桑社、扶桑社ミステリー） 1997.10
- 『トランク・ミュージック』上・下（マイクル・コナリー、扶桑社、扶桑社ミステリー） 1998.6
- 『わが心臓の痛み』（マイクル・コナリー、扶桑社） 2000.4、のち扶桑社ミステリー
- 『堕天使は地獄へ飛ぶ』（マイクル・コナリー、扶桑社） 2001.9
- 『シティ・オブ・ボーンズ』（マイクル・コナリー、早川書房） 2002.12、のちハヤカワミステリ文庫
- 『チェイシング・リリー』（マイクル・コナリー、三角和代共訳、早川書房） 2003.9、のちハヤカワ・ミステリ文庫
- 『夜より暗き闇』上・下（マイクル・コナリー、講談社、講談社文庫） 2003.7
- 『暗く聖なる夜』上・下（マイクル・コナリー、講談社、講談社文庫） 2005.9
- 『エンジェルズ・フライト』上・下（マイクル・コナリー 扶桑社、扶桑社ミステリー） 2006.1
- 『天使と罪の街』上・下（マイクル・コナリー、講談社、講談社文庫） 2006.8
- 『終決者たち』上・下（マイクル・コナリー、講談社、講談社文庫） 2007.9
- 『リンカーン弁護士』上・下（マイクル・コナリー、講談社、講談社文庫） 2009.6
- 『エコー・パーク』上・下（マイクル・コナリー、講談社、講談社文庫） 2010.4
- 『死角 オーバールック』（マイクル・コナリー、講談社、講談社文庫） 2010.12
- 『真鍮の評決 リンカーン弁護士』上・下（マイクル・コナリー、講談社、講談社文庫） 2012.1
- 『スケアクロウ』上・下（マイクル・コナリー、講談社、講談社文庫） 2013.2
- 『判決破棄 リンカーン弁護士』上・下（マイクル・コナリー、講談社、講談社文庫） 2014.11
- 『転落の街』上・下（マイクル・コナリー、講談社、講談社文庫） 2016
- 『証言拒否』上・下（マイクル・コナリー、講談社、講談社文庫） 2016
- 『ブラックボックス』上・下（マイクル・コナリー、講談社、講談社文庫） 2017.5
- 『罪責の神々 リンカーン弁護士』上・下（マイクル・コナリー、講談社、講談社文庫） 2017.11
- 『燃える部屋』上・下（マイクル・コナリー、講談社、講談社文庫） 2018.6
- 『贖罪の街』上・下（マイクル・コナリー、講談社、講談社文庫） 2018.12